# Friedrich August (Braunschweig-Lüneburg-Oels)

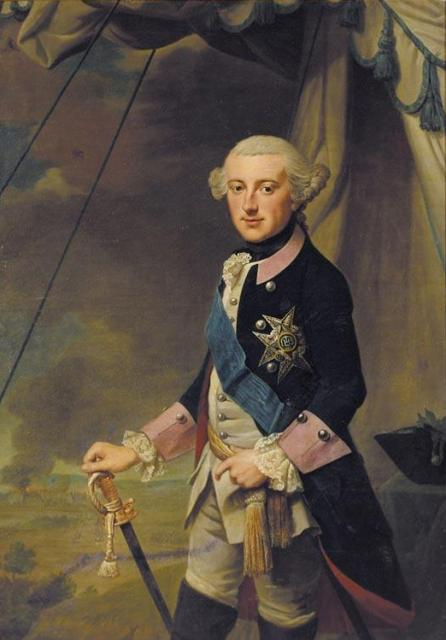
Friedrich August von Braunschweig

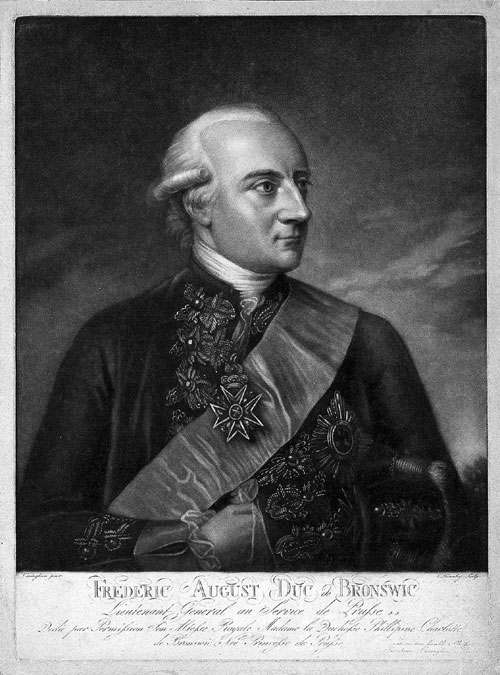
Frederic August Duc de Bronswic Lieutenant General au Service de Prusse etc. (Friedrich August, Herzog von Braunschweig, Generalleutnant im Dienste Preußens etc., zeitgenössischer Stich nach Edward Francis Cunningham)

Friedrich August von Braunschweig-Lüneburg-Oels (* 29. Oktober 1740 in Wolfenbüttel; † 8. Oktober 1805 in Eisenach) war Prinz von Braunschweig-Wolfenbüttel und damit einer der Herzöge zu Braunschweig und Lüneburg sowie preußischer General. Im Jahr 1792 wurde er mit den niederschlesischen Herzogtümern Oels und Bernstadt belehnt und wurde damit regierender Herzog von Oels und Bernstadt.

## Leben
Friedrich August war eines von 13 Kindern von Karl I., Herzog zu Braunschweig und Lüneburg und Fürst von Braunschweig-Wolfenbüttel-Bevern und dessen Ehefrau Philippine Charlotte von Preußen. Eine seiner Schwestern war die später als Mäzenin in Weimar bekannt gewordene Anna Amalie von Sachsen-Weimar-Eisenach. Schon kurz vor seinem neunten Geburtstag wurde er im Oktober 1749 durch die Erste Bitte des Kaisers Franz I. Stephan Domherr im Lübecker Domkapitel. Er behielt das Kanonikat bis 1774.
Friedrich August war ab 1754 Kapitän des braunschweig-wolfenbüttelschen Leibregiments und ab 28. April 1761 Oberst und Chef des braunschweig-wolfenbüttelschen Regiments zu Fuß von Zastrow. Während des Siebenjährigen Kriegs nahm er an Gefechten bei Vellinghausen, Wilhelmsthal, Melsungen und Homburg teil und war bei der Einnahme von Fritzlar beteiligt. Am 17. August 1761 wurde er zum Generalmajor ernannt, im Oktober dieses Jahres nahm er am Gefecht bei Ölper und damit an der Befreiung der Stadt Braunschweig von ihrer letzten Belagerung teil. Anna Luise Karsch besang ihn daraufhin in ihrer Ode Über den Entsatz von Braunschweig (1761) als Helden: Gebt mir frische Lorbeern um die Leyer / Denn ich glühe von der Helden Feuer / Braunschweigs jüngster Sieger sey mein Lied! / Friedrich, seines Bruders tapfrer Rächer. 1764 verfasste sie dann noch eine Ode über die Vorzüge des Prinzen Friedrichs von Braunschweig.
1763 trat er als Generalleutnant und Chef des Regiments zu Fuß von Tettenborn (später No. 19) in preußische Dienste, wurde zu einem Liebling seines Onkels Friedrich des Großen und begleitete diesen fortan stets bei Manövern. Er war Gouverneur der Festung Küstrin.
Am 6. September 1768 heiratete er Friederike Sophie Charlotte Auguste Prinzessin von Württemberg-Oels (* 1. August 1751; † 4. November 1789), Tochter von Karl Christian Erdmann von Württemberg-Oels (1716–1792). Die Ehe blieb kinderlos.
Am 21. Mai 1787 wurde er zum General der Infanterie ernannt.
Drei Jahre nach dem Tod seiner Ehefrau wurde er am 13. Dezember 1792 mit dem Herzogtum Oels in Niederschlesien belehnt. Am 28. Dezember dieses Jahres übernahm er die Leitung eines preußischen Armeekorps, das in Westfalen zum Einsatz kommen sollte, doch aus gesundheitlichen Gründen gab er die Leitung schon am 26. März 1793 an Generalleutnant von Knobelsdorff ab. Am 20. März 1794 wurde er schließlich dimittiert.
Auf Schloss Sibyllenort in seinem niederschlesischen Herzogtum widmete er sich daraufhin schriftstellerischen Arbeiten und der Übersetzung französischer Stücke. Er starb im Oktober 1805, als er seine Schwester Anna Amalia in Eisenach besuchte, und wurde in Weimar beigesetzt.
Das Herzogtum Oels fiel an seinen Neffen Friedrich Wilhelm von Braunschweig-Lüneburg, den so genannten Schwarzen Herzog.

## Ehrungen
Am 1. Oktober 1763 wurde Friedrich August zum Ritter des Schwarzen-Adler-Ordens ernannt. Am 20. Dezember 1764 wurde er Ehrenmitglied der Preußischen Akademie der Wissenschaften. 1774 wurde er zum Dompropst zu Brandenburg ernannt.

## Freimaurerei
Wie zwei seiner Brüder (Wilhelm Adolf und Leopold) war er Freimaurer und ab 1771 als Socius, Amicus et Fautor ordinis Mitglied der Strikten Observanz, wo er als Präfekt von Templin (Berlin) 1773 zum Superior und Protector ordinis erklärt wurde. Er war von 1772 bis 1799 National-Großmeister der Großen National-Mutterloge „Zu den drei Weltkugeln“, die unter besonderer Protektion Friedrichs des Großen stand.
Das Freimaurerlexikon von 1932 schreibt ihm eine starke mystische Veranlagung zu und bezeichnet ihn als Alchimisten und Rosenkreuzer, Geisterbeschwörer und Wunderarzt. Mit den „großen Schwindlern des Ordenswesens“, namentlich Gottlieb Franz Xaver Gugomos und dem Leipziger Cafébesitzer und Geisterbanner Johann Georg Schrepfer, sei er in ständiger Verbindung gestanden. Wie sein Onkel Ferdinand von Braunschweig hatte er trotz Warnungen Du Boscs und Karl Eberhard von Wächters Kontakte zu dem rätselhaften Grafen von Saint Germain, einem international bekannten Alchemisten und Okkultisten, was aber endete, nachdem er dessen Kenntnisse in der Freimaurerei prüfte und ungenügend fand. Zeitweise förderte er alchemistische Experimente in seiner Loge, nach einer Warnung des Logenmitglieds und Chemikers Martin Heinrich Klaproth vor deren Gefährlichkeit untersagte er das aber.

## Schriften
- Militärische Geschichte des Prinzen Friedrich August von Braunschweig-Lüneburg, Oels 1797.